# 朝日土地建物
朝日土地建物株式会社（あさひとちたてもの）は、東京都町田市に本社を置く不動産会社である。

## 概要
1985年（昭和60年）に東京都町田市で創業し、その後は神奈川県を中心に店舗を拡大した。2015年（平成27年）11月には埼玉県内へ進出し、所沢支店を開業した。その後も2017年（平成29年）12月に向ヶ丘遊園支店を、2019年（平成31年）1月に戸塚支店を、2020年（令和2年）1月に二俣川支店を開業した。

## 事業所
- 朝日土地建物 町田本社（東京都町田市）
- 朝日土地建物 橋本支店（神奈川県相模原市緑区）
- 朝日土地建物 海老名支店（神奈川県海老名市）
- 朝日土地建物 横浜支店（神奈川県横浜市西区）
- 朝日土地建物 藤沢支店（神奈川県藤沢市）
- 朝日土地建物 中山支店（神奈川県横浜市緑区）
- 朝日土地建物 大和支店（神奈川県大和市）
- 朝日土地建物 八王子支店（東京都八王子市）
- 朝日土地建物 相模原支店（神奈川県相模原市中央区）
- 朝日土地建物 所沢支店（埼玉県所沢市）
- 朝日土地建物 向ヶ丘遊園支店（神奈川県川崎市多摩区）
- 朝日土地建物 戸塚支店（神奈川県横浜市戸塚区）
- 朝日土地建物 二俣川支店（神奈川県横浜市旭区）

## 関連会社
- ユニバーサル住宅販売株式会社（相模原市）
- 株式会社アサヒクリエイション（相模原市）
- 株式会社チャンス（相模原市）
- 株式会社アサヒ･デザイン（相模原市）